# 列斯科島

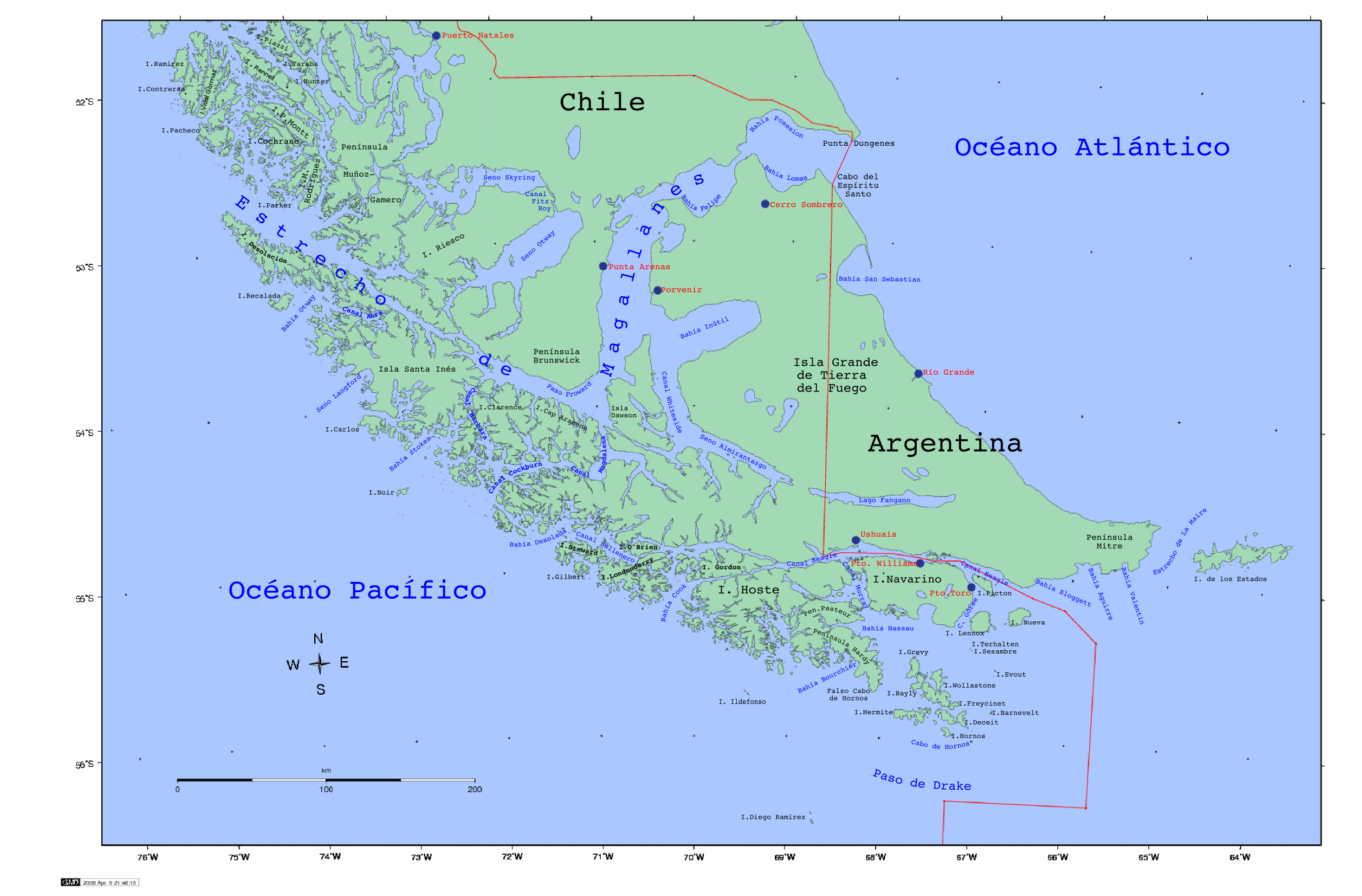
列斯科島位置

列斯科島（西班牙语：Isla Riesco）是智利的島嶼，位於不倫瑞克半島以西，面積5,110平方公里，最高點海拔1,830米，島上有數條冰川和智利最大的煤礦，3個煤礦估計合共有超過3億噸低質量煤。
53°0′S 72°30′W / 53.000°S 72.500°W